# Jessica Priest
Jessica Priest, nota anche come She-Spawn, è un personaggio immaginario della serie a fumetti Spawn, creato da Todd McFarlane. È una sadica e spietata assassina al servizio di Jason Wynn ed è una dei nemici più ricorrenti di Spawn in cui fece la sua prima comparsa nel film live-action del 1997.

## Biografia del personaggio
Jessica Priest lavora come una spietata e temuta assassina di femme fatale e braccio destro per la nemesi di Spawn, Jason Wynn. Prima di sparare al famigerato killer professionista Al Simmons, cerca in Sud America un'arma biogenetica per il suo capo. Appare in seguito nella serie La maledizione di Spawn, dove si scopre che ha un marito e due figliastri. Ritorna in seguito nel numero 298, dove viene vista parlare con Nyx di Al Simmons e delle forze dell'Inferno che cercano di dargli la caccia. In seguito sarebbe diventata lei stessa un Hellspawn, conosciuta come She-Spawn.

## Altri media
- Jessica Priest è l'antagonista terziaria del film live-action di Spawn del 1997, interpretata da Melinda Clarke con la voce italiana di Chiara Salerno.
- Jessica Priest è ricomparsa anche nei videogiochi Spawn e Spawn: In the Demon's Hand.